# 92579 Dwight
92579 Dwight è un asteroide della fascia principale. Scoperto nel 2000, presenta un'orbita caratterizzata da un semiasse maggiore pari a 2,4480290 au e da un'eccentricità di 0,2435106, inclinata di 2,81707° rispetto all'eclittica.